# Festa Major d'Hostafrancs
La Festa Major d'Hostafrancs se celebra entre finals de setembre i principis d'octubre al barri d'Hostafrancs, al districte de Sants-Montjuïc de Barcelona. El ric teixit associatiu del barri es mostra per la festa major, que es fa a principi d'octubre amb motiu de Sant Àngel Custodi. La Federació d'Associacions, Entitats i Comissions d'Hostafrancs és l'organitzadora de la festa major actualment. Ha dissenyat un model festiu modern, però alhora molt respectuós amb la tradició, que es resumeix amb la màxima de ‘mantenir, innovar i recuperar’. Es manté, per exemple, la tradicional Fira de la Magrana –embrió de la festa major–, s'innova en el nou ball de diables i es recuperen antigues danses perdudes, com el «Ball de Rams».

## Orígens
La veneració de Sant Àngel Custodi a Barcelona ve de fa molt temps i la relació més antiga se situa lluny d'Hostafrancs. La llegenda explica que al segle XV a sant Vicenç Ferrer i Moncho se li aparegué un àngel quan es disposava a entrar a Barcelona. Va ser just davant la porta emmurallada dels Orbs i l'àngel li explicà que guardava la ciutat per ordre de l'Altíssim. A partir d'aquell moment la porta va passar a dir-se Portal de l'Àngel i s'hi erigí un petit altar. Al segle xix, quan s'enderrocà la muralla, la figura de Sant Àngel Custodi va ser traslladada a Hostafrancs, on hom li construí una capella. El culte popular va seguir el sant fins al nou emplaçament i, doncs, traslladà fins a Hostafrancs la veneració i els ritus que abans es feien al Portal de l'Àngel.
El trasllat de la figura de Sant Àngel Custodi des del centre de la ciutat fins a Hostafrancs va desplaçar-hi el culte popular al sant. Això incloïa el costum de reunir-se prop de la capella cada primer d'octubre per menjar magranes i castanyes. Segons que sembla, aquest ritu servia als antics barcelonins per a donar la benvinguda a la tardor. La incipient festa major es va reforçar uns quants anys més tard, el 1879, quan s'atorgà a l'església de Sant Àngel Custodi la condició de parròquia, desvinculada de Santa Maria de Sants. La diada del Sant Àngel Custodi és el dia 1 d'octubre.

## Actes destacats
- Ball de diables. Hi ha documentació que parla de l'existència d'un ball de diables clàssic al barri a principi del segle xix, però que més endavant va desaparèixer. Inspirant-se en aquest precedent, el 2009 el grup de foc Guspires de Sants va crear un espectacle de pirotècnia, dansa, música i tabals. En aquesta versió del ball, però, a més dels diables, també hi participen alguns altres elements d'imatgeria festiva del barri, com ara els gegants o els membres de l'esbart.[1]
- Fira de la Magrana. Un dels elements més distintius de la festa és l'antic costum de desplaçar-se fins a la capella per menjar fruites de tardor, sobretot magranes i castanyes. Amb el pas del temps, aquest aplec improvisat va atreure tota mena de venedors ambulants i avui dia es manté en format de mercat medieval. El diumenge de festa major es fa una benedicció de magranes.[1]
- Ball de Rams. L'any 1995 l'Esbart Ciutat Comtal va decidir de recuperar el desaparegut «Ball de Rams» del barri. És una dansa de carrer oberta a la participació que es balla per parelles i, tal com indica el nom, les balladores duen un pom de flors, a més d'un ventall. Generalment, la Cobla Ciutat de Barcelona hi posa l'acompanyament musical.[1]